# Лейпцизька вища школа музики й театру імені Фелікса Мендельсона
51°20′00″ пн. ш. 12°22′05″ сх. д. / 51.3333° пн. ш. 12.3681° сх. д.
Лейпцизька вища школа музики й театру імені Фелікса Мендельсона-Бартольді (нім. Hochschule für Musik und Theater „Felix Mendelssohn Bartholdy“ Leipzig), Лейпцизька консерваторія — перша консерваторія в Німеччині. Розташована в Лейпцигу. Заснував її 1843 року Фелікс Мендельсон.

## Історія перейменувань
- 1843–1876: Музична консерваторія (Conservatorium der Musik)
- 1876–1924: Королівська музична консерваторія в Лейпцигу (Königliches Konservatorium der Musik zu Leipzig)
- 1924–1941: Земельна музична консерваторія в Лейпцигу (Landeskonservatorium der Musik zu Leipzig)
- 1941–1944: Державна вища школа музики, музичної освіти та сценічних мистецтв (Staatliche Hochschule für Musik, Musikerziehung und darstellende Kunst)
- 1946–1972: Державна вища музична школа – Академія Мендельсона (Staatliche Hochschule für Musik – Mendelssohn-Akademie)
- 1972–1992: Вища музична школа імені Фелікса Мендельсона-Бартольді (Hochschule für Musik „Felix Mendelssohn Bartholdy“)
- Від 1992 р.: Лейпцизька вища школа музики й театру імені Фелікса Мендельсона-Бартольді (Hochschule für Musik und Theater „Felix Mendelssohn Bartholdy“ Leipzig)

## Серед викладачів
- Карл Фердінанд Беккер (орган, історія музики)
- Фрідріх Гумперт (валторна)
- Ігнац Мошелес (фортепіано)
- Карл Райнеке (фортепіано, композиція)
- Макс Регер (орган, композиція)
- Ернст Ріхтер (гармонія, контрапункт)
- Вальдемар Шибер (валторна)
- Роберт Шуман (фортепіано, композиція, читання партитур)
- Ганнес Кестнер (орган, клавесин)

## Серед випускників
- Едвард Гріг
- Микола Лисенко
- Гуго Ріман
- Олександр Шайхет